# Oratorio di San Pellegrino
L'oratorio di San Pellegrino si trova nella frazione di Bominaco del comune di Caporciano, in provincia dell'Aquila.
Le pareti interne della chiesa sono interamente coperte da affreschi che, insieme a quelli della vicina chiesa di Santa Maria ad Cryptas a Fossa, rappresentano una testimonianza importante della pittura medioevale abruzzese. Nel 1902 è stato dichiarato monumento nazionale.

## Storia
L'oratorio fa parte del complesso monastico della vicina chiesa di Santa Maria Assunta. Un'iscrizione sulla parete di fondo dell'oratorio ne fa risalire la costruzione al 1263 da parte dell'abate Teodino.
È dedicato a San Pellegrino, un martire venerato nella zona, sulla cui tomba venne costruita una chiesa intorno all'VIII secolo. Carlo Magno fornì alla chiesa dei terreni e la donò all'Abbazia di Farfa, dalla quale alcuni monaci vennero per fondare una comunità monastica. Nel 1001 la comunità si rese indipendente da Farfa con la donazione da parte del conte Oderisio di notevoli estensioni di terreno.

## Descrizione

### Esterno
L'oratorio è un piccolo ambiente con un'unica navata senza abside di 18,70 metri di lunghezza per 5,60 metri di larghezza, sormontata da una volta a botte ogivale.
La facciata principale è caratterizzata da un pronao di origini seicentesche. Un secondo ingresso si trova sulla facciata posteriore ed era riservato ai religiosi che abitavano nel monastero addossato alla fiancata laterale della chiesa di Santa Maria Assunta; a causa del dislivello causato dal pendio roccioso, questo ingresso è situato ad una quota più alta del pronao ed è accessibile attraverso due rampe di scale.
L'illuminazione è garantita da sei feritoie presenti sui due lati della navata e da due rosoni presenti sulle due facciate. Un terzo ingresso si trova sulla parete laterale, mentre sulla facciata posteriore si trova un campanile a vela.

### Interno

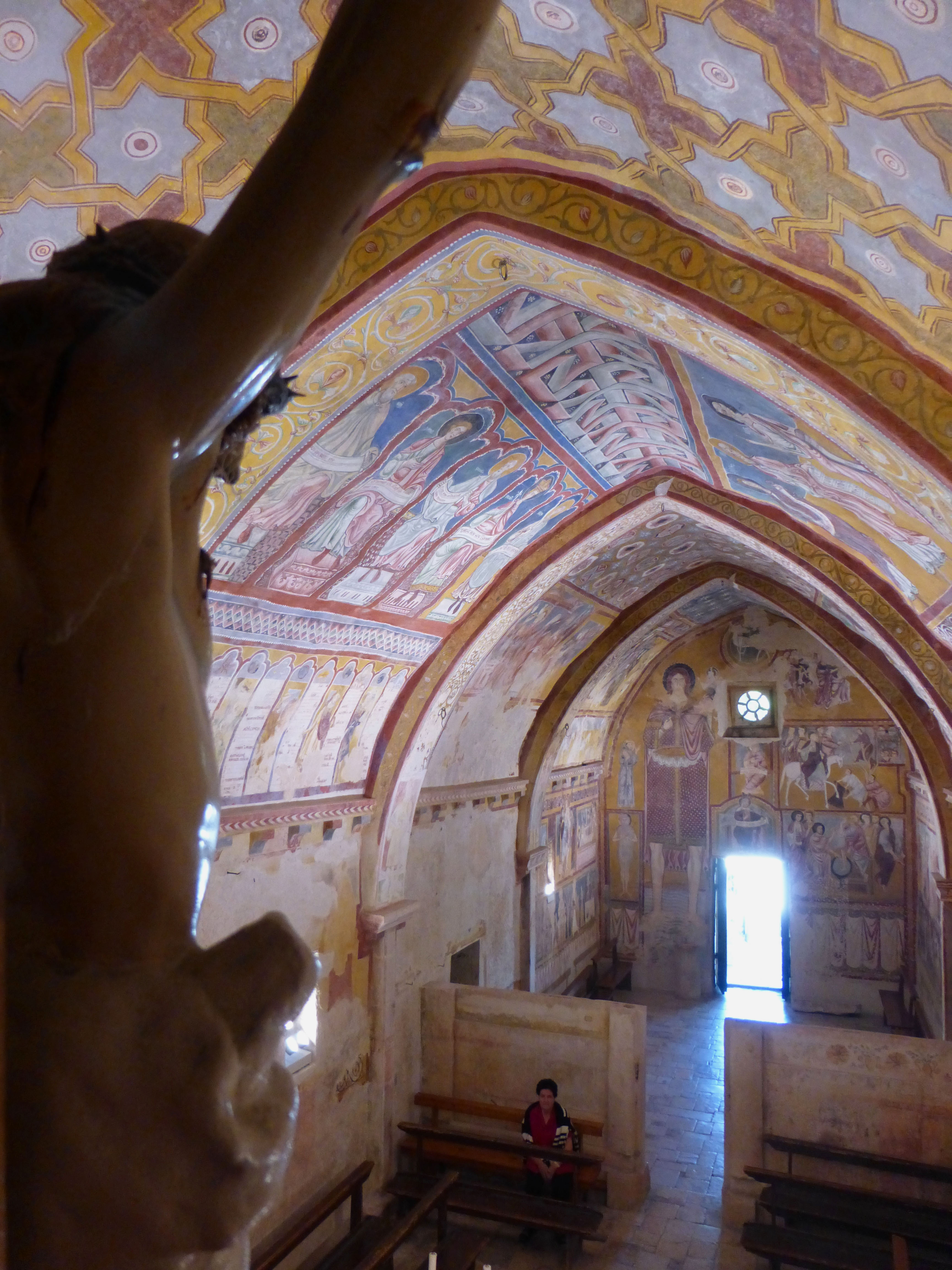
Interno

L'interno della chiesa è diviso da due plutei in pietra tra lo spazio riservato ai fedeli e quello riservato ai catecumeni; su quello di sinistra è rappresentato un drago, mentre su quello di destra un grifone.
Le pareti del modesto edificio sono completamente coperte da uno straordinario ciclo di affreschi: un ciclo sull'infanzia di Cristo, uno sulla Passione, scene del Giudizio Universale, storie di San Pellegrino e di altri santi ed una serie sui mesi del Calendario. Gli episodi sono disposti su tre registri sopra un basamento a cortina e proseguono fino alla curvatura della volta, lasciando al centro una fascia decorata con motivi ornamentali. I cicli sono tra di loro intrecciati, con scene di uno stesso gruppo che occupano spazi su pareti opposte.
Il piccolo ambiente interno a navata unica con volta a botte ogivale, ha le pareti interamente coperte di affreschi murali, ritenuti coevi alla sua edificazione. Il ciclo è unitamente considerato, insieme con i dipinti della vicina chiesa di Santa Maria ad Cryptas di Fossa, la testimonianza più cospicua della pittura medievale gotica abruzzese. Gli episodi sono disposti su tre registri al di sopra di un basamento dipinto a cortina, occupano lo spazio della piccola aula, lasciando al centro di essa una fascia ornamentale dipinta a motivi geometrici e stilizzati. L'insieme è composto da più cicli istoriati intrecciati tra loro, in modo complesso e a tratti disordinato: certe scene di un tema si interrompono su una parete per continuare in quella opposta; si riconoscono infatti il ciclo delle Storie dell'Infanzia di Gesù, le scene del Giudizio Universale, le storie di vita di San Pellegrino e altri santi, infine la famosa scena del "Calendario Bominacese", con i mesi dell'anno liturgico del calendario cristiano, realizzato alla maniera di quello della diocesi di Sulmona-Valva, in cui l'abbazia di Santa Maria era inclusa.
Gli storici hanno evidenziato la mano di tre artisti per via delle differenze tra i cicli: le 6 storie di San Pellegrino sono segnate da una mancanza di caratterizzazione nelle soluzioni, da un linguaggio essenziale, dall'uso di modelli di repertorio convenzionali, ma non sostenuti da una precisa tradizione iconografica di riferimento. Il ciclo dell'Infanzia comprende gli episodi dell'Annunciazione, Visitazione, Natività, Strage degli Innocenti, e sembra risentire di varie influenze culturali: la tradizione iconografica bizantina delle scene, desunta soprattutto dai modelli offerti dalla miniatura orientale, sembra rappresentare un riferimento importante sul quale non mancano di innestarsi elementi tipici della cultura occidentale, specialmente locale abruzzese. Ad esempio l'abito indossato da Maria Vergine nella scena della Visitazione, composto dal "maphorion" sotto il quale si vede spuntare la veste a rombi, desunta dal vestiario locale, e in molte scene si nota il superamento dell'immobilismo bizantino-romanico.

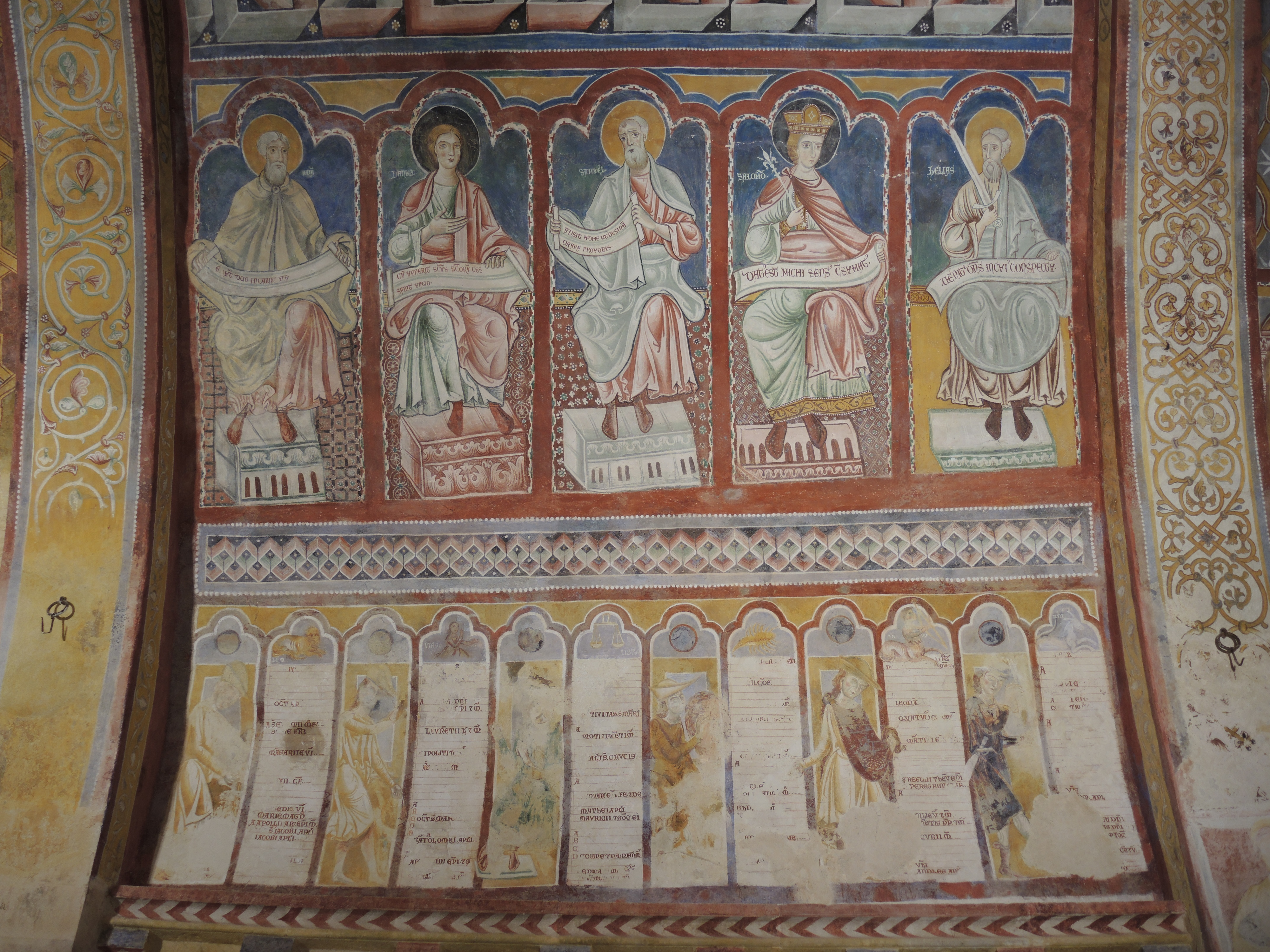
Il cosiddetto "Calendario Bominacese".

In alcuni brani fanno capolino elementi iconografici d'ispirazione francese, come l'Adorazione dei Magi nella Natività. Maggiore distanza di modelli bizantini prende l'artista delle Storie della Passione, che comprendono le scene dell'Ultima Cena, Tradimento di Giuda, Arresto di Gesù, Processo di Gesù, Deposizione dalla Croce, Seppellimento e Apparizione a Emmaus.
I riquadri volgono alla ricerca del particolare con spunti di vita quotidiana, e gesti dei personaggi fortemente espressivi. Manca nel ciclo la Crocifissione, sostituita dalla Deposizione, episodio non troppo frequente nella tradizione occidentale. Il particolarismo è presente soprattutto nella scena di Emmaus, con la corta veste e il bastone, descrittivismo autentico degli affreschi di Bominaco. L'uso disinvolto del colore e il disinteresse per gli effetti plastici e spaziali portano il maestro della Passione verso la ricerca di una resa popolaresca bidimensionale della realtà.
Il Giudizio Universale non è stato dipinto in controfacciata, ed è diviso in singole scene (la Pesa delle anime, Pietro che apre le porte del Paradiso, i Patriarchi con le anime dei beati, i dannati torturati). Tra le raffigurazioni iconiche dei santi, sotto la grande figura di San Pellegrino, ci sono San Cristoforo, Sant'Onofrio, San Martino e San Francesco d'Assisi. Del "Calendario Bominacese" si leggono interamente solo i primi 6 mesi, raffigurati simbolicamente attraverso i segni zodiacali, le attività dell'uomo e le festività della diocesi di Valva (Corfinio). Il mese di Gennaio è rappresentato da un uomo che beve vino, Febbraio da un uomo che pota un albero, Marzo da un uomo dormiente, Aprile da un uomo che tiene due fiori, Maggio da un uomo a cavallo con un fiore, Giugno da un uomo che coglie il frutto.